# Гипсовая повязка
Гипсовая повязка — медицинская затвердевающая повязка, приготавливаемая с использованием гипса. Применяется, прежде всего, при переломах костей, а также ушибах, растяжениях связок, некоторых заболеваниях опорно-двигательного аппарата. Цель применения — иммобилизация, создание неподвижности в сегменте конечности или отдельных областях туловища для улучшения и ускорения процесса заживления, уменьшения болевого синдрома. Обычный срок ношения гипсовой повязки — 1-2 месяца, для детей минимальный срок может быть 2 недели. Процесс окончательного затвердевания нового окостенения может затем продолжаться до 6-12 месяцев с благоприятным прогнозом.

## История
Иммобилизация костных фрагментов с помощью наложения различных отвердевающих субстанций при лечении переломов проводилась с давних времен. Арабские врачи использовали глину, в Европе применяли отвердевающие смеси камфорного спирта, свинцовой воды и взбитого белка (Д. Ларрей, 1825), крахмала с гипсом [Лафарк (Lafarque), 1838]; использовались также крахмал, декстрин, столярный клей.
Одним из первых европейских врачей, успешно применившим для этих целей гипс, был русский хирург Карл Гибенталь (в 1811 или 1812 году), однако он и его современники использовали гипсовые формы, а не повязки. В 1851 году голландский хирург Матейсен (A. Mathysen) стал применять повязки из ткани, предварительно натертой сухим гипсом, смачивая повязку водой после наложения с помощью губки. В 1853 году Ван-де-Лоо (J. Van de Loo) усовершенствовал этот метод, предложив  смачивать водой натёртую гипсом ткань до наложения повязки. Королевская академия медицины Бельгии считает Матейсена и Ван-де-Лоо изобретателями гипсовой повязки.
Советско-российская историография считает изобретателем гипсовой повязки русского хирурга Николая Ивановича Пирогова. В 1847 году во время боевых действий на Кавказе он впервые применил фиксирующую «налепную повязку». В качестве отвердевающего реагента сначала использовался крахмал, который Пирогов в дальнейшем заменил на коллоидин, гуттаперчу, и, наконец, на гипс. С 1852 года Николай Пирогов и его последователи успешно применяли гипсовую затвердевающую повязку для лечения переломов. В 1854 году выходит в свет труд Н. И. Пирогова «Налѣпная алебастровая повязка в леченіи простыхъ и сложныхъ переломовъ и для транспорта раненыхъ на полѣ сраженія». Повязка Пирогова применяется без существенных изменений до наших дней.
Заливка гипсовой кашицей при переломах упоминается в трудах арабских учёных IX—XI веков. Современная гипсовая повязка представляет собой гигроскопический бинт, просыпанный гипсом, выпускается промышленно, в герметичной упаковке.
Виды гипсовых повязок:
- Циркулярная (сплошная) повязка применяется для иммобилизации конечности и туловища при переломах.
- Тутор (гильза) накладывается на сустав или отдельный сегмент конечности для придания покоя и иммобилизации.
- Лонгетно-циркулярная повязка представляет собой лонгету, которая фиксируется циркулярными гипсовыми бинтами.
- Лонгетная повязка накладывается на конечность и может быть тыльной (задней), ладонной (передней) и U-образной.

Повязки целевые:
- Окончатая и мостовидная — для лечения ран.
- Повязки с распоркой — для надёжной фиксации конечности в положении отведения.
- Шарнирно-гипсовая повязка — для разработки движений в суставе.

## Хронология регенераторного процесса под гипсовой повязкой
На первом этапе, длящемся 2-4 дня, под гипсом образуется своеобразный «сгусток», в толще которого происходит ферментативное разрушение отмирающих костных пластин. В ходе второго этапа, продолжающегося до 2-3 недель, молодые клетки опорно‐двигательного аппарата — остеобласты, активно делятся и заполняют «сгусток». На третьем этапе формируется костная мозоль, дающая возможность прочно соединить фрагменты кости. В промежутке между 2 и 4 неделями имеет критически важное значение правильная иммобилизация (обездвижение) посредством повязки из гипса, поскольку подвижность чревата неправильным сращением или несостоятельностью костной мозоли. На четвёртом этапе происходит полное восстановление натуральной структуры кости под гипсовой повязкой. Это происходит на 4-9 неделе, когда наблюдается окостенение в месте перелома, появление кровеносных сосудов и нервных окончаний в надкостнице. Процесс окончательного отвердевания может продолжаться до 6-12 месяцев: это зависит от толщины сломанной кости и наличия смещения при переломе. Переломы без смещения срастаются значительно быстрее — от 2 недель у детей (поскольку их регенераторные способности намного выше) и от 3 до 10 недель у взрослых. Переломы верхних конечностей срастаются обычно быстрее, чем нижних. При правильном ношении гипсовой повязки прогноз благоприятный.

## Комментарии
1. ↑  Рапорт Гибенталя о методе лечения «изломанных костей без бандажа» в Медико-хирургическую академию датирован 7 февраля 1812 года[2], однако первая публикация о нём состоялась только в 1816 году в немецкоязычном журнале «Russische Sammlung für Naturwissenschaft und Heilkunst», вследствие чего европейская историография отдаёт приоритет голландскому врачу Петри Хендриксу[3].